# القاهرة والناس
القاهرة والناس هي قناة فضائية مصرية أطلقتها شركة تي إن هولدنجز يبلغ رأسمالها المدفوع 300 مليون جنيه وشعار القناة يحمل صورة لنصف وجه طارق نور والتي يتم افتتاحها في شهر رمضان سابقًا قبل رمضان 2012 ولكن بعد هذا التاريخ أصبحت القناة تبث طوال أيام السنة

## برامجها
| البرنامج                            | المقدم                                         | نوعه     |
| ----------------------------------- | ---------------------------------------------- | -------- |
| مع إبراهيم عيسى                     | إبراهيم عيسى                                   | توك شو   |
| الدكتور                             | أيمن رشوان                                     | طبي      |
| الناس الحلوة                        | أيمن رشوان (بشكل أساسي)                        | طبي      |
| القاهرة 360                         | أسامة كمال                                     | توك شو   |
| نفسنة                               | شيماء سيف - هيدي كرم - بدرية طلبة              | كوميدي   |
| تك توك                              | محمد الجندي                                    | تكنولوجي |
| خيط حرير                            | شيماء صادق                                     | اجتماعي  |
| نشرة المصري اليوم من القاهرة والناس | شيماء صادق وأمل اللحام وغيرهم من مذيعين القناة | إخباري   |
| العباقرة                            | عصام يوسف                                      | علمي     |
| النبض الأمريكي                      | مايكل مورجن                                    | دولي     |

- ومجموعة من البرامج الآخرى

## وصلات خارجية
- الموقع الرسمي